# Temple Neuf

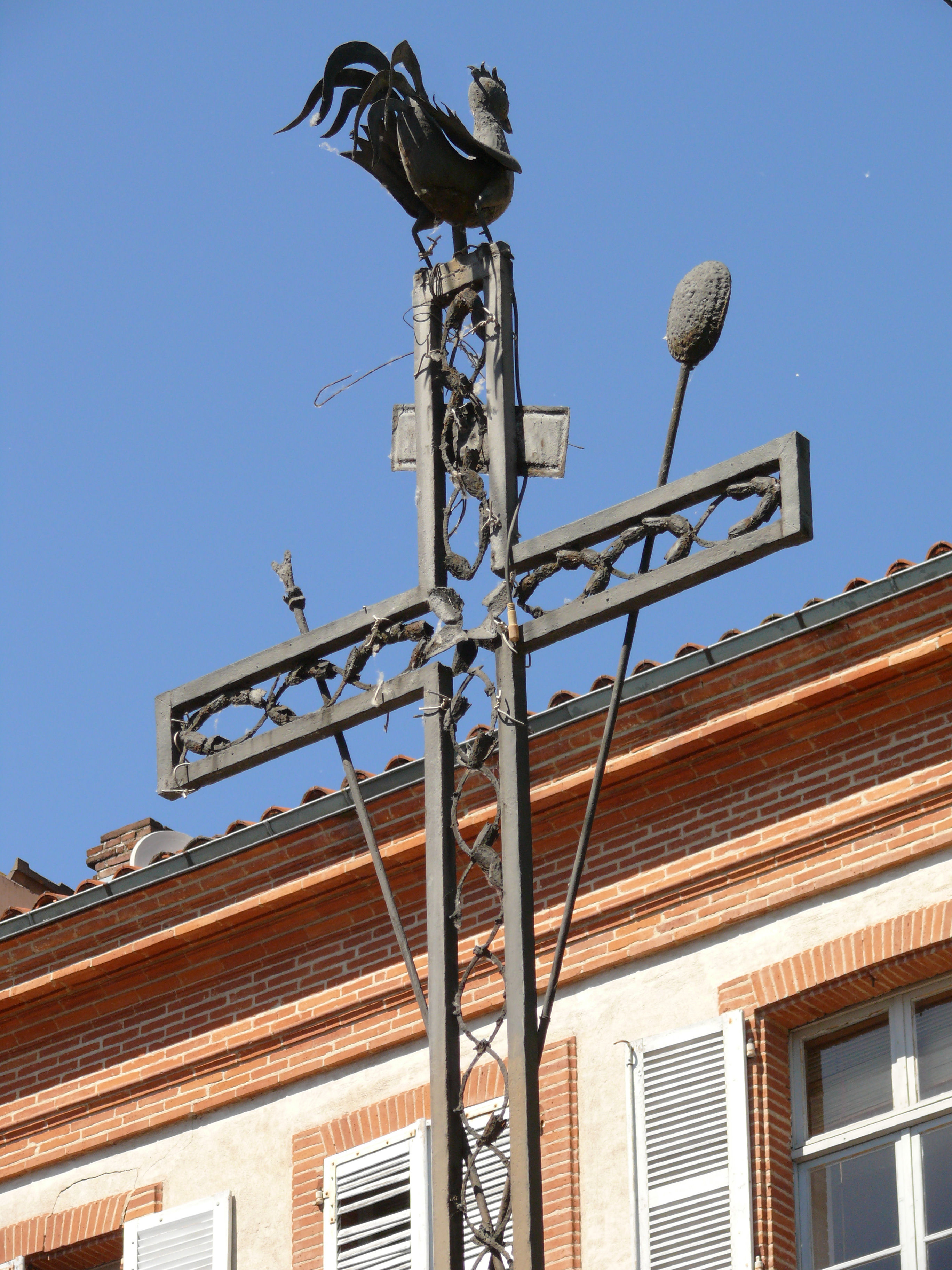
Kruis op de Place du Coq op de plaats van de vroegere Temple Neuf

De Temple Neuf (Frans voor 'nieuwe tempel') was een protestants kerkgebouw in de Franse stad Montauban in de 17e eeuw.

## Geschiedenis
Vanaf 1561 was Montauban in handen van de protestanten. De bisschop en de katholieke clerus werden verdreven en de kathedraal en het bisschoppelijk kwartier werden geplunderd, in de as gelegd en afgebroken. In 1565 werd een bescheiden protestantse kerk ingericht in het gebouw van de vroegere Grande Boucherie ('grote slagerij'). In 1609 werd een speciaal gebouwd kerkgebouw in gebruik genomen, de Temple Vieux (Frans voor 'oude tempel'), in de rue de la Comédie. De protestantse consuls van Montauban beslisten in 1613 om de kerk in de Grande Boucherie te vervangen door een grotere. Ze kochten de naastliggende gebouwen, waaronder een deel van het Hôpital Lhautier, die vervolgens werden afgebroken.
Naar plannen van architect Levesville werd op de vrijgekomen plaats de Temple Neuf gebouwd die in 1617 in gebruik werd genomen. De kerk had haar ingang aan de rue du Temple, de huidige rue de la République. In 1629 kwam de stad terug in handen van de troepen van de koning en de katholieke eredienst werd hersteld. De protestanten werden voorlopig met rust gelaten en de Temple Neuf bleef in gebruik. De situatie van de protestanten verslechterde wel in de loop der jaren en in 1664 beval de intendant van de koning in Montauban dat de Temple Neuf moest worden afgebroken. Als reden werd opgegeven dat een deel van het Hôpital Lhautier zonder toestemming van de koning of de bisschop was afgebroken. Na de afbraak lieten de consuls een katholiek kruis oprichten op de Place du Coq op de plaats van het afgebroken kerkgebouw. In 1683, het jaar waarin het Parlement van Toulouse de uitoefening van de protestantse godsdienst had verboden, werd ook de Temple Vieux afgebroken.

## Beschrijving
Er bestaan enkele afbeeldingen van de afgebroken kerk. Deze was rond of achthoekig en gebouwd in baksteen en natuursteen. Twee draaitrappen, verwerkt in twee torentjes aan de voorzijde, leidden naar de tribunes. Tussen deze twee torentjes was een portaal met monumentale pilaren die een fronton droegen.